# گمینا بورکی
گمینا بورکی (به لهستانی:  Gmina Borki) یک گمینا در لهستان است که در شهرستان رازنگ پودلاسکی واقع شده‌است. گمینا بورکی ۱۱۱٫۸۳ کیلومتر مربع مساحت و ۶٬۱۶۶ نفر جمعیت دارد.